# Коновалов, Виктор Андреевич
Ви́ктор Андре́евич Конова́лов (7 января 1912 года, с. Ундол, Владимирская губерния — 21 марта 1995, Москва) — художник.

## Биография
Родился 7 января 1912 года в селе Ундол Владимирской губернии в семье бухгалтера Андрея Коновалова и мещанки Евгении Михайловны Папешиной.
В юношеском возрасте, вопреки запрету родителей, уехал в Москву учиться на художника. В 1936 году поступил в Московский государственный художественный институт им. В. И. Сурикова. Учился у Игоря Грабаря, Михаила Шемякина. За прекрасный рисунок и тонкую цветовую палитру Игорь  Грабарь называл Коновалова «русским Тьеполо».
Во время обучения в институте познакомился с художницей Татьяной Владимировной Ковригиной, которая стала его женой и помощницей в создании многих фресок. В 1943 году в Перми, у них родился сын Виктор Викторович Коновалов, который не стал художником, а решил продолжить династию по материнской линии и стал инженером, а затем, в 1951 году, дочь Наталья Викторовна Коновалова (московский художник-живописец).
Принимал участие в художественном оформлении станции Киевская  московского метрополитена, входил в коллектив авторов фресок и мозаик, посвящённых труженикам Советской Украины (наряду с Григорием Опрышко, Вартаном Аракеловым, Игорем Радоманом и некоторыми другими).
Внуки: Коновалова Мария Викторовна, Коновалов Андрей Викторович, Коновалова-Инфанте Дарья Дмитриевна (художница).
Умер в Москве в возрасте 83 лет (1995).

### Военная служба
В 1942 году призван в ряды Красной Армии. В составе 928-го стрелкового полка 252-й стрелковой дивизии участвовал в Сталинградской битве. Стал одним из трёх оставшихся в живых бойцов полка. Награждён медалью За оборону Сталинграда.
В 1943 году по ходатайству И. Э. Грабаря отозван с фронта и эвакуирован в Пермь.
В 1944—1945 годах в составе Художественной студии Главного политического управления пограничных войск совершил командировки в Варшаву, Прагу, Будапешт.
В 1947-м окончил художественный институт; через год стал членом Московского союза художников.

## Основные произведения
- Триптих «Победное знамя над Берлином» (Академия художеств, Санкт Петербург)
- «Освобождение» (мозаика, институт стран Азии и Африки, Москва)
- Росписи на Киевская (станция метро, Арбатско-Покровская линия) и центральное панно «Праздник украинского народа» (Московский метрополитен)[2]
- Роспись вестибюля гостиницы «Украина»

Живописные произведения хранятся в частных коллекциях в России и за рубежом.